# 斯坦利·乔治·佩恩
斯坦利·乔治·佩恩（Stanley George Payne，1934年9月9日—）是美国威斯康星大学麦迪逊分校的一位專門研究現代西班牙以及欧洲法西斯主义的历史学家。他于2004年退休，目前是該校历史系的名誉教授。